# 杨叔子
楊叔子（1933年9月5日—2022年11月4日），男，江西湖口人，中國機械工程專家，教育家，曾任中国科学院技术科学部副主任。

## 生平
1952年考入武汉大学工学院机械系，院系调整后于1956年毕业于华中工学院，1991年当选为中国科学院院士。1993年至1997年任华中理工大学（现华中科技大学）校长。
2022年11月4日晚，杨叔子因病医治无效，在武汉逝世，享年89岁。

## 家庭
父亲杨赓笙，兄杨仲子。妻子徐辉碧。

## 观点
楊叔子覺得現在學科技的人，人文素養一天不如一天，但是他卻認為，科學和文化必須要相輔相成，所以，想找他指導的學生，要有基本的國學造詣。而博士班研究生希望當他的指導學生，得先背《論語》和《老子》。